# Acanthopsis disperma
Acanthopsis disperma (Afrikaans: Verneukhalfmensie) is een plantensoort uit de acanthusfamilie (Acanthaceae). Het is een stengelloos plantje met gegolfde bladeren waaraan doornige tanden zitten. De blauwkleurige bloempjes groeien uit een op de kaardebol gelijkende tros.
De soort komt voor van Zuidwest-Namibië tot in het noordwestelijke deel van de Kaapprovincie in Zuid-Afrika. Hij groeit daar in woestijnen en de Succulenten-Karoo. De plant geeft de voorkeur aan verweerde graniethellingen en van kwartsiet afkomstige grindachtige hellingen en vlakten, op hoogtes tussen 65 en 1182 meter.

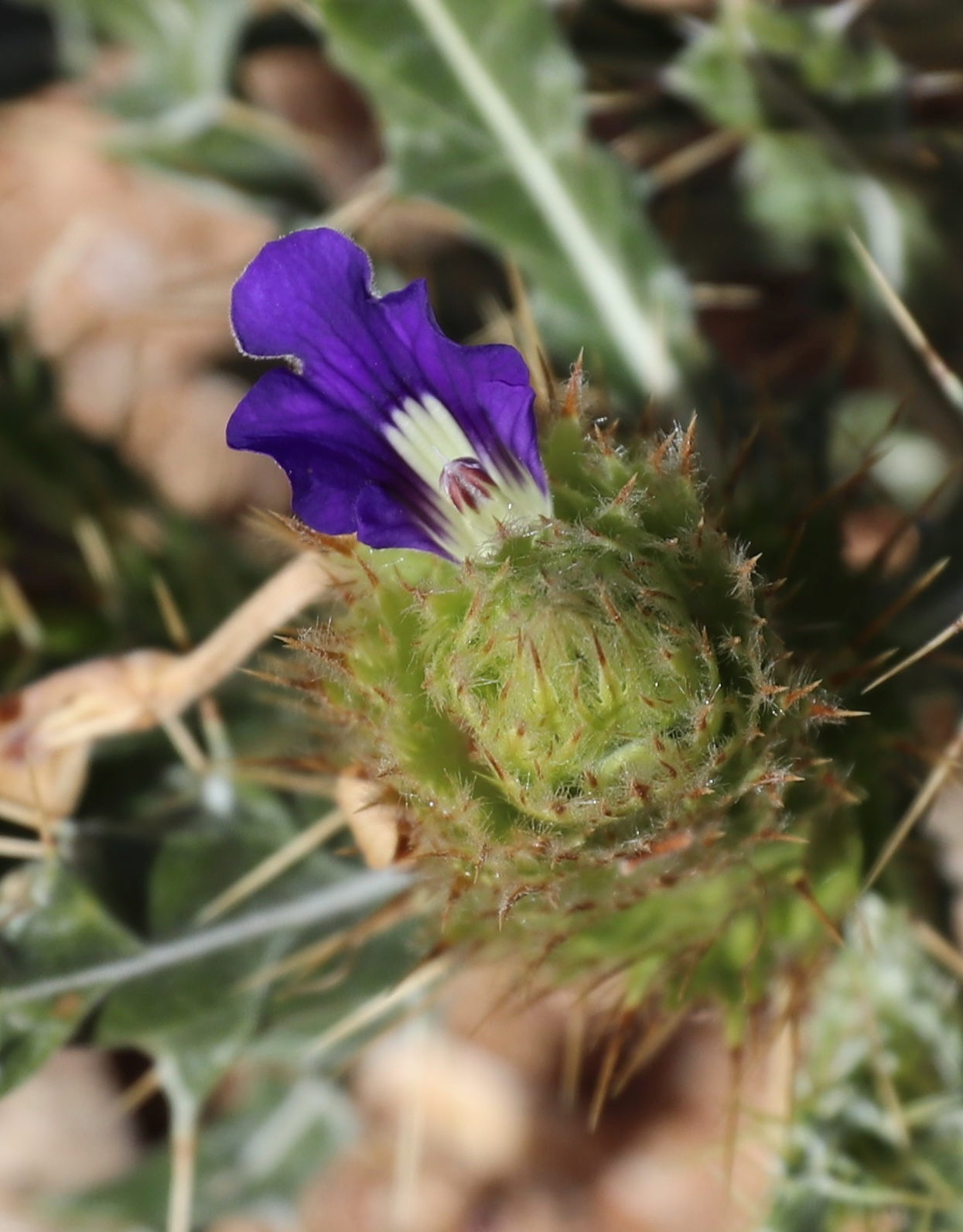
Een bloempje